# Дуино
Дуино/Девин (итал. Duino, словен. Devin) је италијанскои туристичко место у североисточној Италији на јадранској обали између Трста и Монфалконеа, са 1.421 становником према попису из 2001. године. Има развијен туризам, морска купалишта, а од културноисторијских споменика знамените су рушевине средњовековног дворца (Castello vecchio), седиште грофова Дуина/Девина. После Првог светског рата рестаурирали су га тадашњи власници грофови Турн и Таксис.
У овом је дворцу 1923. аустријски песник Рајнер Марија Рилке написао Дуинске/Девинске елегије.

## Галерија фотографија
- Замак грофова Турн и Таксис
- пристаниште у Дуину
- Поглед са Рилкеове стазе